# Thạnh Mỹ Lợi
Thạnh Mỹ Lợi là một phường thuộc thành phố Thủ Đức, Thành phố Hồ Chí Minh, Việt Nam.

## Địa lý
Phường Thạnh Mỹ Lợi nằm ở phía nam thành phố Thủ Đức, có vị trí địa lý:
- Phía đông giáp phường Cát Lái
- Phía tây giáp Quận 7 với ranh giới là sông Sài Gòn
- Phía nam giáp tỉnh Đồng Nai với ranh giới là sông Đồng Nai
- Phía bắc giáp phường Bình Trưng Tây.

Phường có diện tích 13,25 km², dân số năm 2021 là 23.305 người, mật độ dân số đạt 1.758 người/km².

## Lịch sử
Địa danh Thạnh Mỹ Lợi có từ thời Pháp thuộc, khi đó là một làng thuộc tổng An Bình, quận Thủ Đức, tỉnh Gia Định. Làng Thạnh Mỹ Lợi được hình thành trên cơ sở sáp nhập ba làng có từ thời Nguyễn là Bình Lợi, Bình Thạnh và Mỹ Thủy.
Sau năm 1956, các làng được gọi là xã, Thạnh Mỹ Lợi là một xã thuộc quận Thủ Đức.
Sau năm 1975, xã Thạnh Mỹ Lợi thuộc huyện Thủ Đức, Thành phố Hồ Chí Minh.
Ngày 6 tháng 1 năm 1997, Chính phủ ban hành Nghị định số 03-CP. Theo đó:
- Chuyển xã Thạnh Mỹ Lợi về Quận 2 mới thành lập
- Thành lập phường Cát Lái trên cơ sở 669 ha diện tích tự nhiên và 6.567 người của xã Thạnh Mỹ Lợi
- Thành lập phường Thạnh Mỹ Lợi trên cơ sở 1.283 ha diện tích tự nhiên và 7.091 người còn lại của xã Thạnh Mỹ Lợi.

Ngày 9 tháng 12 năm 2020, Ủy ban thường vụ Quốc hội ban hành Nghị quyết 1111/NQ-UBTVQH14 về việc thành lập thành phố Thủ Đức trên cơ sở sáp nhập toàn bộ diện tích và dân số của Quận 2, Quận 9 và quận Thủ Đức, phường Thạnh Mỹ Lợi thuộc thành phố Thủ Đức như hiện nay.